# Planta mesicola

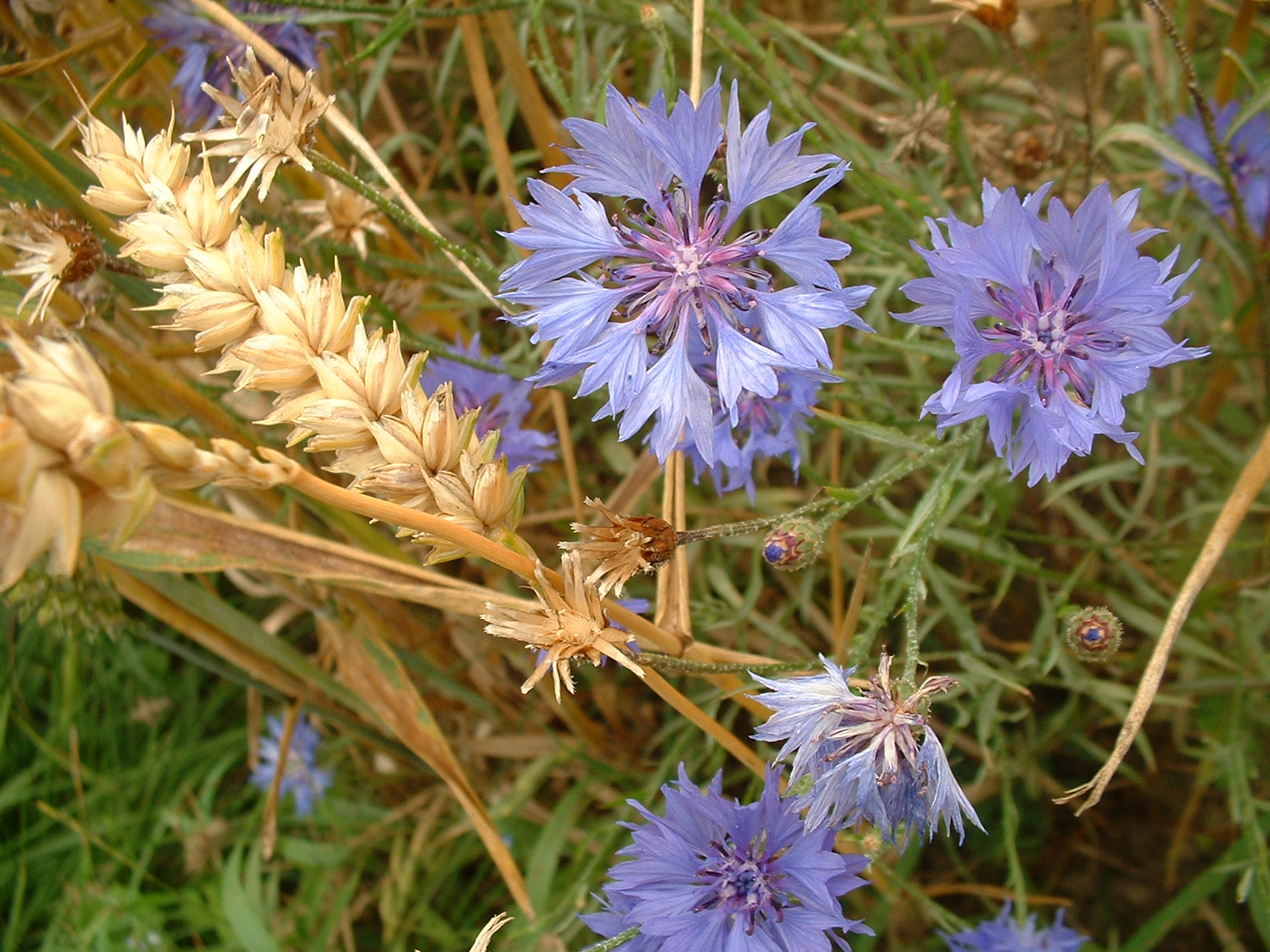
Centaurea en un campo de siembra de trigo.

Las plantas mesicolas, o simplemente mesicolas también llamadas malezas, son plantas anuales que germinan preferentemente en las cosechas de invierno. Algunas perennes típicas que se presentan en las cosechas (Bunium bulbocastanum, Gladiolus italicus) o en los cultivos en hileras (Tulipa sp.) son también añadidas.

## Orígenes

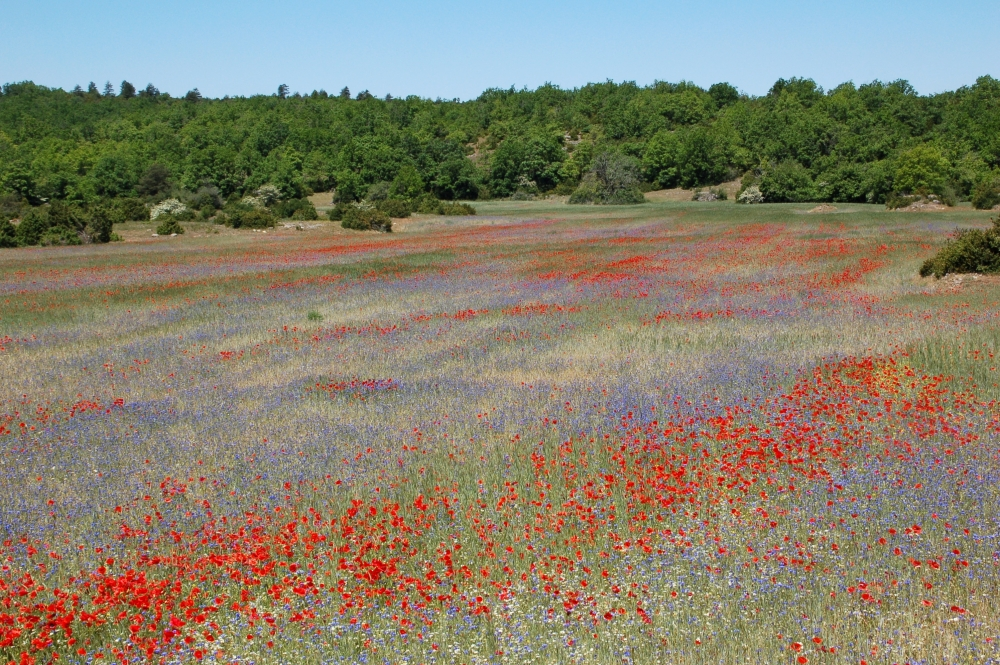
Plantas mesicolas en la meseta de Larzac del Macizo Central francés.

Las amapolas, manzanillas, neguillas y acianos a menudo están ausentes de los campos de cereales modernos, uniformes en el momento de la cosecha (debido al uso de herbicidas). Las plantas mesicolas acompañan a nuestros cultivos largo tiempo; como ellos, muchos son originarios de Oriente Medio. Anual o perenne, que están adaptados para sobrevivir al arado y prosperar junto a la especie cultivada. Las ciencias agrícolas en vigor después de la Segunda Guerra Mundial las ven como las malas hierbas no deseadas que frenan el rendimiento de los cereales. La clasificación de las semillas de siembra y los tratamientos mecánicos o con herbicidas son tan eficaces hasta el punto de temer de que estas especies desaparezcan, disminuyendo la riqueza botánica (biodiversidad). Los agricultores, conservacionistas, trabajan para mantener las poblaciones de mesicolas.

## Germinación de las mesicolas
Las mesicolas en el sentido del Jauzein son anuales de invierno, germinando en otoño (semillas sin latencia o cuya latencia se levanta fácilmente) o en invierno (latencia activada por ejemplo por un frío húmedo). No solo son capaces de soportar un invierno frío, pero, además, para muchos, es necesario el frío para la vernalización (aptitud para florecer): la Adonis puede germinar en primavera, pero permanecen en desarrollo y luego mueren sin flor. Lo mismo ocurre con Androsace maxima, Ranunculus testiculatus (Ceratocephala falcata). Bromus arvensis es un caso especial porque se siembra en primavera, se convierte en bienal. Otras especies tienen simplemente tasas de germinación y / o mayor la floración cuando son sembradas en otoño (Agrostemma githago, Bifora radians, Caucalis platycarpos, Centaurea cyanus, Conringia orientalis, Ranunculus arvensis…) pero se pueden reproducir sembradas en primavera. Otros germinan preferentemente o exclusivamente en primavera: Polycnemum sp., Stachys annua. Así que no es la mesicola en sentido estricto, a pesar de que se enumeran, con otros, en el Plan de Acción Nacional para Mesicolas del estado francés. Es probable o posible que la temporada de la germinación y / o el medio ambiente que estas especies ocupan (Androsace maxima se encuentra en praderas basófilas pastoreadas en Isère, como Bupleurum rotundifolium) puede variar por ejemplo en Francia de una región a otra, lo que justifica su inclusión en una lista de mesicolas de válidación general en Francia.

## La latencia de las semillas
Latencia de las semillas puede ser compleja, especialmente para especies con semillas "duras" (muchas legumbres de umbeliferas). En el laboratorio, para aumentar su tasa de germinación, también utilizamos diferentes procesos: escarificación, pasando hirviendo paso de agua en el ácido giberélico. Germinación de plántulas natural de estas especies puede ocurrir durante 2 o 3 años después de la siembra, como se ha encontrado para Orlaya daucoides o Vicia pannonica ssp striata.